# Dawei
Dawei (voorheen bekend als Tavoy) is een stad in Myanmar en is de hoofdplaats van Tanintharyi.
Dawei telt naar schatting 156.000 inwoners.

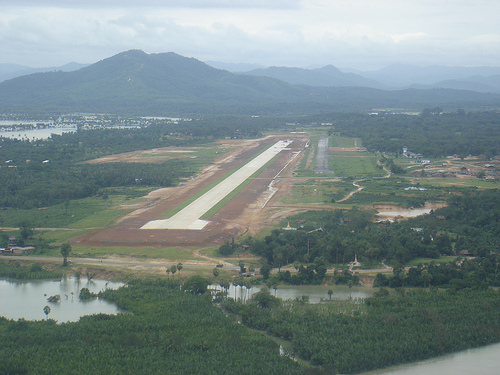
Vliegveld